# Augustus 2001
Dit artikel geeft een chronologisch overzicht van alle belangrijke gebeurtenissen per dag in de maand augustus van het jaar 2001.

## Gebeurtenissen

### 4 augustus
- De Noord-Koreaanse leider Kim Jong Il brengt een bezoek aan Rusland.

### 5 augustus
- Het muziekfestival Dance Valley in Spaarnwoude eindigt in een chaos. De organisatie slaagt er niet in 90 000 mensen met bussen af te voeren.
- In Fredericia prolongeert de Deense triatleet Peter Sandvang zijn wereldtitel lange afstand. Bij de vrouwen gaat de zege naar zijn landgenote Lisbeth Kristensen.

### 8 augustus
- Lancering van Genesis (ruimtesonde), het eerste ruimtetuig dat deeltjes van de zonnewind opvangt en terugbrengt naar de aarde.
- Acteur Tom Cruise en actrice Nicole Kidman scheiden.

### 9 augustus
- Aanslag in het pizzarestaurant Sbarro in Jeruzalem, Israël.

### 15 augustus
- Het Nederlands voetbalelftal wint op White Hart Lane met 2-1 van Engeland in een vriendschappelijk duel. Doelpuntenmakers voor Oranje zijn Mark van Bommel en Ruud van Nistelrooy. Ronald Waterreus (PSV) en Niels Oude Kamphuis (Schalke 04) maken hun debuut in de ploeg van bondscoach Louis van Gaal.

### 17 augustus
- Vijftien Leidse studenten lopen brandwonden op tijdens een hete-kolenact van tsjakkagoeroe Emile Ratelband.
- Het voetbalseizoen in de Eredivisie 2001/02 begint met het duel FC Twente-RKC Waalwijk dat eindigt in een 1-0 overwinning voor de thuisploeg door een treffer van Arjan van der Laan.

### 24 augustus
- De Nederlandse middellangeafstandsloper Gert-Jan Liefers verbetert in Brussel het Nederlandse record op de 1500 m tot 3.32,89.

### 26 augustus
- In het Wagener-stadion in Amstelveen verliest de Nederlandse vrouwenhockeyploeg met 3-2 van Argentinië in de finale van de strijd om de Champions Trophy.

### 28 augustus
- Premier Wim Kok maakt bekend zich niet meer verkiesbaar te stellen.

### 30 augustus
- Wim Duisenberg van de Europese Centrale Bank presenteert de eurobiljetten.

### 31 augustus
- Precies een week na zijn recordverbetering op de 1500 m verbetert de Nederlandse middellangeafstandsloper Gert-Jan Liefers in Berlijn het Nederlandse record op de incourante 2000 m tot 4.56,56.

## Overleden
<< · januari · februari · maart · april · mei · juni · juli · augustus · september · oktober · november · december · >>